# Норман Торог
Норман Торог (енгл. Norman Taurog; Чикаго, 23. фебруар 1899 — Ранчо Мираж, 7. април 1981) био је амерички филмски редитељ који је у каријери дугој скоро 50 година режирао око 180 филмова.

## Почетак каријере
Још као дечак глумио је у позоришту, да би 1913. као дете почео глумачку каријеру у компанији Томаса Инса. Потом се враћа у позориште, све до 1920. и новог почетка у филмској индустрији, овога пута као редитељ. До 1931. снимио је преко 40 филмова, углавном кратких комедија.
Целовечерње филмове режира од 1928, показавши се током дуге редитељске каријере као поуздан занатлија који се окушао у различитим жанровима.

## Оскар
Већ 1931. снимио је дечји филм "Скипи", за који је награђен Оскаром за режију. Са само 32 године старости, Торог је и дан данас остао најмлађи редитељ који је успео да добије ову награду. Филм је номинован у још три категорије (за најбољи филм, за главну мушку улогу /тада 9-годишњи Торогов нећак Џеки Купер/, и за најбољи сценарио). Занимљиво је да је косценариста филма био касније славни Џозеф Л. Манкевиц. Иначе, филм је настао по тада популарном стрипу. То је дирљива прича о два дечака који покушавају да продајом лимунаде спасу пса којем прети смрт од шинтера, спасу насеље сиромашних, као и да уштеде за бицикл.
Филм је имао велики успех и деловао врло подстицајно на развој филма за децу. Торог је режирао још неколико успешних филмова у том жанру: "Хаклбери Фин" (1931) и "Авантуре Тома Сојера" (1938) (оба екранизације романа Марка Твена), те "Град дечака" (1938) и "Мушкарци из града дечака" (1940), оба са Микијем Рунијем и Спенсером Трејсијем.

## Остали успеси 1930-их и 1940-их
Током 1930-их и 1940-их, осим са поменутим дечјим филмовима, Торог је био успешан и у жанру мјузикла: ("Велика емисија 1936." (1935), "Бродвејска мелодија из 1940." (1940), са Фредом Астером, "Луд за девојкама" (1943), једним од најбољим мјузикала тандема Џуди Гарланд/Мики Руни, или "Речи и музика", као и топло примљеним биографским филмом "Млади Том Едисон" (1940).

## Дин Мартин и Џери Луис
Торог је 1950-их имао доста успеха режирајући пет заједничких комедија чувеног тандема Дин Мартин/Џери Луис, све до једне изнад натпросечне, тако да их многи сматрају најбољим заједничким филмовима овог пара. Ради се о филмовима "Сметењак (The Stoodge)" (1953), "Послужитељ на голф игралишту (The Caddy)" (1953), у којем Дин Мартин први пут пева велики хит That's amore, "Уживај живот Џери" (1954), римејк филма Вилијама Велмана "Ништа свето" из 1942, "Никад ниси премлад" (1955), римејк Вајлдеровог филма "Мајор и дериште", те урнебесна комедија "Шериф на Дивљем Западу" (1956).
Осим поменутих филмова, Торог је режирао и два филма у којима се појављује само Џери Луис: "Не предај брод" (1959) и "Посета малој планети" (1960).

## Елвис Пресли
Завршни период Торогове каријере обележили су филмови са Елвисом Преслијем, који су уједно представљали и неку врсту прекретнице у Преслијевој каријери. Наиме, у филмовима са краја 1950-их, Пресли је играо бунтовничке ликове у стилу Џејмса Дина (на пример "Воли ме нежно", "Кинг Креол" или "Затворски рок"). Када се Пресли 1960. вратио из војске, пуковник Том Паркер је имао за њега друге планове - филмове по рецепту неколико девојака-неколико авантура-неколико песама, у које се Торог одлично уклапао, тако да је после две године одсуствовања са филма Преслијев први филм био "Војнички блуз" (1960), којег је Торог зналачки режирао, па се њихова сарадња наставила и следећих година. Резултат сарадње су још осам филмова које критичари често омаловажавају, али су сви до једног били комерцијално врло успешни, а неки спадају и у боље филмове које је Елвис снимио (на пример "Плави Хаваји" (1961) или "Догодило се на светској изложби" (1963)).
Торог је режирао чак девет филмова са Елвисом Преслијем, више него било који други редитељ.